# 龍光寺 (美馬市)
龍光寺（りゅうこうじ）は、徳島県美馬市木屋平にある真言宗大覚寺派の寺院、剣山 龍光寺と呼ばれる。本尊は阿弥陀如来。劔山本宮についてもここで記する。

## 概要
709年（和銅2年）に行基によって珠當山長福寺を木屋平谷口（標高400m付近）に開基。元々は忌部十八坊（古代の忌部神社の別当寺）のひとつに数えられていた。814年（弘仁5年）に空海がここに密法を開祖。1715年（正徳5年）9代将軍になる徳川家重の幼名（長福丸）をはばかって名称を現在の龍光寺に改名。
また、剣山中腹の標高1200m付近の木屋平川上カケ（北緯33度51分58.182秒 東経134度7分14.302秒）に劔山本宮劔神社の別当寺であり通夜堂の修験道根本道場「藤之池本坊」を設置し登山拠点とした。江戸時代初期には東祖谷の円福寺と共に剣山の開発に尽力し、歴代の徳島藩主の祈願所としての役割を果たしていた。
現在、龍光寺は、自然災害により、一部建物が被害を受け損壊するも、歴史的伝統を絶やさず後世に伝承するため、被害を受けていない建物にて宗教行事や法務を行っている。　　　　　　　　　　　　　　　　　　　　　　　　　　　　

## 各堂宇
剣山龍光寺
開基は和銅3年（710年）に行基が諸国巡錫の砌、国利民福の爲に円明無量寿如来を刻み奉納して、珠當山長福寺を建立した。その後、弘仁5年（814年）に宗祖弘法大師空海が40歳の時、四国霊場開創の砌、当山に密教を開祖して、四国総鎮守、四国総奥之院、鎮護国家の道場 としたとされる。
本堂の大御堂(大悲閣)は大同2年（806年）、一本の老杉を用い、大御堂等三守を建立。建物は柾目のみを用いて楔を用いざる精妙な建物である。そして、寛元3年（1245年）阿弥陀如来像など6体が安置される。しかし、大正5年小学校拡張時、無造作に切壊しを命じられた。
2025年（令和7年）7月現在の住職は、第51世 谷眞覚。
藤之池本坊龍光寺
正式名は大本山剣山金剛院藤之池本坊龍光寺で剣山大権現を本尊とした修験道の道場である。大宝年間（701年 - 703年）に役行者が開山したとの伝承がある。また、弘法大師は当所を四国八十八箇所の開創に際して、四国総鎮守、四国総奥之院、鎮護国家の道場として、剣山大権現を勧請したとの伝えもある。藤之池本坊龍光寺は、龍光寺所轄につき、龍光寺の住職が兼務している。
2025年（令和7年）7月現在の管長は、第55世 谷眞覚。
劔山本宮
- 劔山本宮劔神社：安徳天皇は平国盛の一行を伴として源氏からの討伐から逃れ当地にやってきて、藤之池を仮の行在所とし平家再興のため元暦2年（1185年）剣山々頂の宝蔵石に宝剣の天叢雲剣を納め、これを剣山大権現と称し奉った。その後、阿波の蜂須賀公の祈願所として隆盛を極めた。昭和51年（1976年）9月の風水害で全壊し、翌年からは山頂の宝蔵石神社で例大祭を行うようになった。藤之池本坊の一段上にあるが、お堂が一棟再建されたのみである。
- 劔山本宮宝蔵石神社：素戔嗚命と安徳天皇を祀る。山頂の剣山ヒュッテの横にあり、現在は本社の役割をしている。
- 各所にある祠：劔山本宮一ノ森神社（一の森ヒュッテの横）、劔山本宮二ノ森神社、劔山本宮枝折神社（刀掛の松にある）
- 行場にある祠：劔山本宮古劔神社、劔山本宮三十五社、劔山本宮両劔神社

## 文化財
美馬市指定有形文化財
- 木造阿弥陀如来坐像 - 昭和52年2月28日指定[4]
- 木造地蔵菩薩立像 - 昭和52年2月28日指定
- 木造聖観音立像 - 昭和52年2月28日指定
- 木造不動明王立像 - 昭和52年2月28日指定
- 木造毘沙門天立像 - 昭和52年2月28日指定
- 木造薬師如来立像 - 昭和52年2月28日指定

美馬市指定天然記念物
- キレンゲショウマ：木屋平字川上57番地1一体、平成12年1月1日指定

## 備考
「劒和讃(つるぎわさん)」
(龍光寺住職　明皆成誌、明治十二年六月 当山教会者へ授共す)
帰命頂礼劔山 
其濫觴を尋ぬれば 南海道の阿波の国 無二の霊山霊峰ハ 元石立の山なるぞ 
昔時行者の御開山 
秋は弘仁六年の 六月中の七日なる 
空海大師此峯に 登りて秘宝を修し玉ふ 
眼を閉て祈りなん 神と仏と御出現 
殊に倶利伽羅大聖ハ 大篠劔の御本地と 
愛染王ハ古劔乃　御本地仏と仰ぐなり 
されハ秘密の其中に 劔すなはち大聖尊 
此時空海石立の 山を劔と呼びたまふ 
一字一石法花経の 塚ハ大師の古跡なり 
山上山下の障難を 除きたまへる事ぞかし 
古劔谷の諸行場ハ 
役行者の跡そかし 
中にも苔の厳窟にハ 
大山大聖不動尊 本地倶利伽羅大聖ハ 無二同躰の尊ときく 
衆生の願ひある時ハ 童子の姿に身をやつし 又ハ異形にあらハれて 
生々世々の御ちかひ 
あら尊しや御劔の 神や仏を仰ぎなば 
五日も七日も精進し 
垢離取川に身漱して 
運ぶ案内富士の池 
三匝行道する行者 合掌懺悔礼拝し 御山に登る先達ハ 
新客行者を誘ひてや 八十五町を歩きつつ 右と左に絵符数珠 唱る真言経陀羅尼 此の御劔の山なるハ 
大聖尊の三昩池ぞ 踏しおさゆる爛漫の 梵字即ち大聖尊 
壱度拝山拝堂を いたす行者の身ハ影の 形ハいつも離るらん 
悪事災難病難を 祓ひおさむる御宝劔 
六根六色備るを 唯真心のひとつなり 深く仰て信ずべし

## 交通
- 徳島自動車道「脇町インターチェンジ」より車で約60分。